# The Basement Tapes
The Basement Tapes è un album di Bob Dylan e The Band pubblicato nel giugno del 1975. Nel 2016 è entrato nella Grammy Hall of Fame Award.

## Descrizione
Tutte le sedici canzoni scritte da Dylan sono state probabilmente registrate nel 1967 nella cantina (basement in inglese) della Big Pink, una grande casa rosa (appunto big pink) a Woodstock di proprietà di tre membri di The Band, anche se vennero aggiunte alcune sovraincisioni nel 1975.
Le canzoni di The Band risalgono agli anni tra il 1967 e il 1975 e sono state registrate in diverse località.
Queste sessioni furono fondamentali sia per John Wesley Harding (1967) di Bob Dylan che per Music from Big Pink (1968) di The Band. John Wesley Harding venne accolto dai critici come la dipartita dal rock surrealista della metà degli anni sessanta ed ebbe un buon successo di pubblico, anche se con critiche contrastanti. Music From a Big Pink influenzò molti musicisti contemporanei, allontanandosi dalla musica psichedelica che raggiunse il suo apice nel 1967, verso una musica folk influenzata dal country.
Fin dal 1968 circolarono molti bootleg di tali registrazioni, il più famoso dei quali è Great White Wonder (1969).

## Storia

### L'incidente
Nella metà degli anni sessanta Bob Dylan era all'apice della sua creatività, testimoniata dalla trilogia Bringing It All Back Home, Highway 61 Revisited e Blonde on Blonde. Nella seconda metà del 1965, nel periodo tra la registrazione degli ultimi due album, Dylan iniziò una tournée con i The Hawks, che successivamente cambieranno nome in The Band. La loro collaborazione live continuò per la prima metà del 1966 e culminò con il tour inglese documentato dall'album The Bootleg Series Vol. 4: Bob Dylan Live 1966, The "Royal Albert Hall" Concert. Dylan fece ritorno negli Stati Uniti esausto dal ritmo serrato del tour mondiale appena conclusosi. Nonostante ciò, il suo manager, Albert Grossman, pianificò per quell'anno un altro tour di sessantatré concerti negli Stati Uniti, e probabilmente stava già preparando un'altra tournée.
Il 29 luglio del 1966 Dylan ebbe un incidente motociclistico nei dintorni di Woodstock dove Dylan dichiarò di essersi rotto alcune vertebre. Di conseguenza i concerti che erano stati programmati vennero cancellati.
Mentre era convalescente, Dylan vide un primo montaggio del documentario girato dal regista e produttore D. A. Pennebaker del tour appena conclusosi. «Hanno fatto una nuova versione di Dont Look Back, solo che questa volta era per la televisione», disse Dylan nel 1978. «Non ho avuto niente di meglio da fare che guardare il film. Tutto, compreso il materiale non utilizzato. Ovviamente era spazzatura. Chilometri e chilometri di spazzatura». Insoddisfatto dal montaggio di Pennebaker, Dylan, aiutato da Howard Alk (autore della maggior parte delle riprese) e Robbie Robertson, lo sottopose a nuovo montaggio trasformandolo in un film surrealistico intitolato Eat the Document, ma venne scartato dalla ABC perché la riteneva incomprensibile per la maggior parte del pubblico.
Dylan passò questo periodo pensando molto alla piega che aveva preso la sua carriera, della quale si sentiva esausto. Pensava che «doveva esserci un altro stile di vita per una pop star in cui lui è al comando, non loro», e risolse i problemi con il suo manager Albert Grossman. Dylan poi disse che «La svolta decisiva fu ritornare a Woodstock. Poco dopo il mio incidente. Stavo senza far niente una notte sotto la luna piena, guardai nel bosco tetro e dissi, "Qualcosa deve cambiare"».

### I primi mesi con gli Hawks

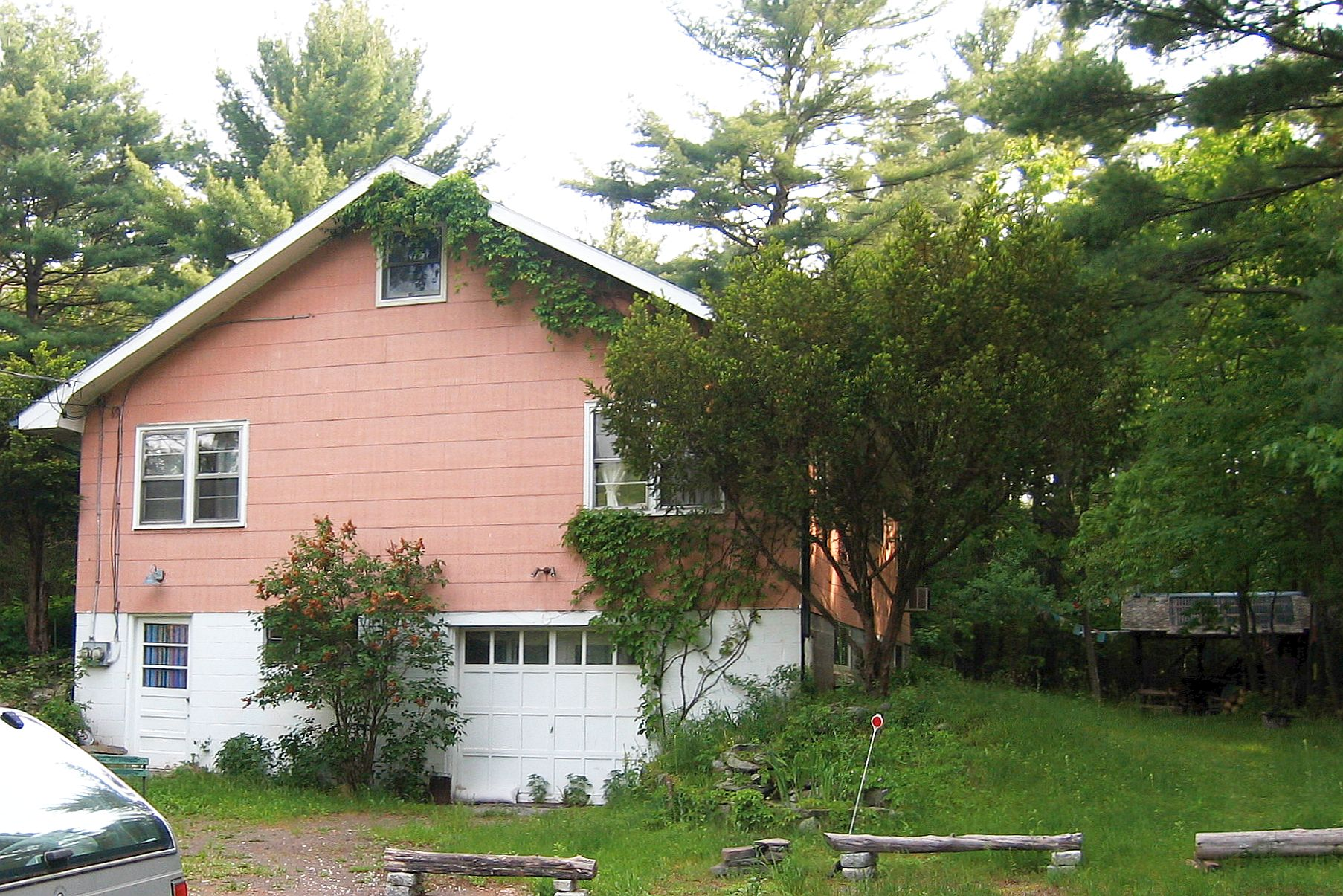
La casa di "Big Pink", West Saugerties, New York, qui in una foto del 2006.

Secondo Rick Danko, lui stesso, Richard Manuel e Garth Hudson si unirono a Robbie Robertson nel West Saugerties nel febbraio del 1967, e tre di loro si trasferirono nella casa soprannominata Big Pink. Danko e Manuel vennero invitati a Woodstock per girare altre scene che Dylan stava pensando di aggiungere a Eat the Document.
La data non è certa, ma tra marzo e giugno Dylan e gli Hawks iniziarono a registrare assieme in maniera informale, inizialmente in una stanza chiamata Red Room nella casa di Dylan, poi nella cantina della Big Pink.
Garth Hudson approntò gli strumenti necessari per registrare, usando due mixer stereo e un registratore presi in prestito da Grossman, così come i microfoni di Peter, Paul and Mary. Dylan in seguito raccontò Jann Wenner di Rolling Stone che «Quello era veramente un modo per registrare in modo tranquillo e rilassato nella cantina di qualcuno. Con la finestra aperta... e un cane steso sul pavimento».
Secondo Robertson, passarono i primi mesi solamente ad "ammazzare il tempo" e fare delle cover. «Con le cover Bob ci stava educando un po'» disse Robertson. «Tutta la faccenda folk per noi era ancora in discussione — non era il treno su cui siamo arrivati ... Lui arrivò con qualcosa di simile a Royal Canal, e ti sentivi dire "Questa è bellissima! L'espressione!" Ricordò troppo, ricordò troppe canzoni troppo bene. Venne alla Big Pink, o ovunque eravamo, tirava fuori qualche vecchia canzone e si preparava su quella. Faceva pratica e poi veniva a suonarcela». Le registrazioni di queste sessioni rivelano che vennero suonate diverse canzoni popolari, alcune scritte da Johnny Cash, Ian Tyson, John Lee Hooker, Hank Williams, Hank Snow e Eric Von Schmidt, così come canzoni tradizionali.

### Nuove canzoni
Dylan presto scrisse e registrò nuove canzoni. «Facevamo sette, otto, dieci, qualche volta quindici canzoni al giorno» disse Hudson. «Alcune erano vecchie ballate e canzoni tradizionali... ma altre Bob volle portarle oltre... Noi suonavamo la melodia, lui cantava qualche parola che aveva scritto, e poi aggiungeva altro, oppure solo suoni fatti con la bocca e sillabe andando avanti. È un buon modo di scrivere canzoni».
In pochi mesi Dylan registrò almeno trenta nuove canzoni con The Hawks come I Shall Be Released, This Wheel's on Fire, Quinn the Eskimo (The Mighty Quinn), Million Dollar Bash, Tears of Rage, You Ain't Goin' Nowhere, Going To Acapulco, I'm Not There (1956), All You Have To Do Is Dream, Apple Suckling Tree ed altre. Almeno due di queste vennero scritte con gli Hawks: This Wheel's on Fire (con Rick Danko) e Tears of Rage (con Richard Manuel). Manuel dichiarò in seguito: «Veniva giù in cantina con un pezzo di foglio scritto a macchina... e diceva, "Avete una musica per questo?" Io avevo un paio di movimenti adatti... così li elaboravo solo un po' perché non ero sicuro del significato dei testi. Non potevo correre al piano di sopra e chiedere "Qual è il significato, Bob: "E adesso il cuore è pieno neanche fosse una borsa"»?.
Nel maggio del 1967 Bob rilasciò la prima intervista in quasi un anno. Disse a Michael Iachetta che «Quello che sto facendo principalmente è vedere solo pochi amici intimi... leggere libri di persone di cui non hai mai sentito parlare, pensare a dove sto andando, chiedermi perché sto correndo, e perché sono troppo confuso, cosa sto apprendendo, cosa sto dando, cosa sto prendendo. E soprattutto quello che sto facendo è tentare di migliorare me stesso e di fare musica migliore, che è tutta la mia vita».

### I demo della Dwarf Music
Dylan doveva alla Columbia Records un altro album, oppure quattordici canzoni inedite. Nei fatti, le intenzioni di Dylan a proposito delle nuove canzoni rimangono poco chiare, anche se mise sotto copyright quattordici canzoni, quante ne doveva alla Columbia.
Alla fine di agosto dieci di queste furono remissate dall'originale stereo a mono e il copyright venne depositato alla Dwarf Music. Nel gennaio del 1968 Dylan registrò altre canzoni come Tears of Rage, Quinn the Eskimo (Mighty Quinn), Nothing Was Delivered e Open the Door Homer.
Fondata da Dylan e Grossman nel 1965, la Dwarf Music serviva a registrare il diritto d'autore per altri artisti. In un'intervista del 1978 Dylan ammise che le canzoni registrate alla Big Pink «furono solo vagamente scritte per altri interpreti... Non ricordo nessuno in particolare per il quale potessero essere state scritte. Probabilmente furono scritte per la casa di edizioni musicali... Penso che componemmo almeno cinquanta canzoni, là. Allora il rock psichedelico stava conquistando l'universo, e così noi cantavamo queste ballate caserecce».
Peter, Paul and Mary furono i primi a portare in classifica una di queste canzoni con il singolo Too Much of Nothing alla fine del 1967. Ian & Sylvia, che, come Peter, Paul and Mary, avevano come manager Albert Grossman, registrarono Tears of Rage, Quinn the Eskimo e This Wheel's on Fire. Manfred Mann portò in classifica sia negli Stati Uniti che nel Regno Unito Mighty Quinn alla fine del 1968. Lo stesso anno The Byrds pubblicarono You Ain't Going Nowhere e Nothing Was Delivered nell'album Sweetheart of the Rodeo. Nel Regno Unito This Wheel's on Fire divenne un successo per Julie Driscoll, Brian Auger e The Trinity, e i Byrds ne fecero una reinterpretazione per il loro album Dr. Byrds & Mr. Hyde, mentre gli Hawks si riunirono con Levon Helm e fondarono The Band, registrando il loro album di debutto, Music from Big Pink, che contiene I Shall Be Released e Tears of Rage. I Fairport Convention registrarono una loro versione di Million Dollar Bash per l'album Unhalfbricking del 1969.
Alla fine iniziarono a circolare voci su un'enorme mole di materiale inedito di Dylan e The Band. Rolling Stone Magazine pubblicò addirittura un articolo di copertina nel 1968 chiedendo che fossero pubblicati. Le quattordici canzoni registrate alla Dwarf Music iniziarono a circolare in collezioni private ricavati dagli acetati delle registrazioni. Senza una data d'uscita prevista, questi demo divennero materiale per molti bootleg, il primo dei quali, intitolato Great White Wonder, venne pubblicato nel luglio del 1969.

## Pubblicazione
Il 26 giugno 1975 la Columbia Records pubblicò ufficialmente le ventiquattro canzoni di The Basement Tapes in un doppio album. Otto delle ventiquattro canzoni scelte da Robbie Robertson non sono di Dylan, e alcune di queste non sono state registrate alla Big Pink.
Tutte le tracce sono state remixate in mono, mentre Robertson e altri membri di The Band registrarono alcune sovraincisioni con pianoforte, chitarra e batteria.
The Basement Tapes venne acclamato dai critici. John Rockwell del The New York Times lo definì «Il miglior album nella storia della musica popolare statunitense». Robert Christgau nella sua popolare rubrica Consumer Guide gli diede una A+. Altrettanto, The Basement Tapes raggiunse il primo posto nella classifica dei critici del The Village Voice del 1975.
La Columbia Records pubblicò solo altre quattro canzoni dalle registrazioni della Big Pink: una versione alternativa di Quinn the Eskimo (The Mighty Queen) in Biograph (1985), I Shall Be Released e Sante Fe in The Bootleg Series Volumes 1-3 (Rare & Unreleased) 1961-1991 nel 1991, e I'm Not There nell'album della colonna sonora del film Io non sono qui nel 2007. Altre canzoni vennero pubblicate nell'album A Musical History del 2005.
Una raccolta quasi completa dei bootleg dei Basement Tapes è stata pubblicata in un set di 5 CD intitolato The Genuine Basement Tapes, ripubblicato poi in un set da quattro CD intitolato A Tree With Roots.
Il 4 novembre 2014, la Columbia/Legacy ha infine pubblicato The Bootleg Series Vol. 11: The Basement Tapes Complete, un cofanetto ufficiale composto da 6 CD contenente 139 tracce comprensive di tutto il materiale inciso da Dylan durante i "basement tapes" includendo anche 30 brani inediti mai apparsi nemmeno su bootleg. Una edizione condensata a 2 CD con i brani maggiormente significativi, The Basement Tapes Raw, è stata pubblicata in contemporanea al box set.

## Copertina
La foto di copertina dell'album è opera del fotografo e designer Reid Miles che la scattò nello scantinato di un ostello YMCA a Los Angeles. In essa sono visibili Dylan e la Band attorniati da svariati bizzarri personaggi che rimandano a quelli delle canzoni presenti sul disco: una donna obesa con una maglietta che reca la scritta "Mrs. Henry", un eschimese, un forzuto da circo, una suora, una danzatrice del ventre, un mangia fuoco, ed un nano (identificato in seguito come Angelo Rossitto). Robbie Robertson indossa una giacca maoista, mentre Richard Manuel una uniforme dell'aviazione militare statunitense. Altre fonti identificano invece il personaggio vestito da aviere in Ringo Starr mimetizzato con occhiali neri, barba e cappello. Curiosamente, anche se la canzone Quinn the Eskimo (Mighty Quinn) non è inclusa nell'album, è ugualmente presente un eschimese tra i personaggi sulla copertina.

## Accoglienza
Raggiunse la quinta posizione in Norvegia, la settima nella classifica degli album di Billboard, l'ottava nella classifica inglese e la diciottesima in quella italiana.

## Tracce

### Disco 1
1. Odds and Ends (2ª incisione, sovraincisa) – 1:46 (Dylan)
2. Orange Juice Blues (Blues for Breakfast) (sovraincisa) – 3:37 (Manuel)
3. Million Dollar Bash (2ª incisione) – 2:31 (Dylan)
4. Yazoo Street Scandal – 3:27 (Robertson)
5. Goin' to Acapulco – 5:26 (Dylan)
6. Katie's Been Gone – 2:43 (Manuel, Robertson)
7. Lo and Behold! (2ª incisione) – 2:45 (Dylan)
8. Bessie Smith – 4:17 (Danko, Robertson)
9. Clothes Line Saga (1ª incisione, sovraincisa) – 2:56 (Dylan)
10. Apple Suckling Tree (1ª incisione) – 2:48 (Dylan)
11. Please, Mrs. Henry (1ª incisione) – 2:31 (Dylan)
12. Tears of Rage (3ª incisione) – 4:11 (Dylan, Manuel)

### Disco 2
1. Too Much of Nothing (1ª incisione) – 3:01 (Dylan)
2. Yea! Heavy and a Bottle of Bread (2ª incisione) – 2:13 (Dylan)
3. Ain't No More Cane – 3:56 (Traditional)
4. Crash on the Levee (Down in the Flood) (2ª incisione) – 2:03 (Dylan)
5. Ruben Remus – 3:13 (Manuel, Robertson)
6. Tiny Montgomery – 2:45 (Dylan)
7. You Ain't Going Nowhere (2ª incisione, sovraincisa) – 2:42 (Dylan)
8. Don't Ya Tell Henry – 3:12 (Dylan)
9. Nothing Was Delivered (2ª incisione) – 4:22 (Dylan)
10. Open the Door, Homer (1ª incisione) – 2:49 (Dylan)
11. Long Distance Operator – 3:38 (Dylan)
12. This Wheel's on Fire (sovraincisa) – 3:49 (Danko, Dylan)

## Formazione
- Prodotto da Bob Dylan e The Band.
- Bob Dylan – chitarra acustica, pianoforte, voce
- Levon Helm – batteria, mandolino, basso, voce
- Garth Hudson – organo, fisarmonica, clavinet, pianoforte, sassofono tenore, ingegnere del suono
- Richard Manuel – pianoforte, batteria, armonica a bocca, voce
- Robbie Robertson – chitarra acustica, chitarra elettrica, batteria, voce
- Rick Danko – basso, mandolino, voce

## Descrizione dei brani
Nel suo libro Million Dollar Bash, Sid Griffin analizza ogni traccia presente sul disco dando informazioni dettagliate su ogni brano citando come fonte le interviste da lui condotte con Robbie Robertson e Rob Fraboni, l'ingegnere del suono delle sedute del '75. Altre preziose notizie giungono da Clinton Heylin tratte dal suo Bob Dylan: The Recording Sessions, 1960–1994, da Greil Marcus (Bob Dylan - La repubblica invisibile), Robert Shelton (No Direction Home: The Life and Music of Bob Dylan), e Howard Sounes (Down the Highway: The Life of Bob Dylan).

### Odds and Ends
Dylan – voce; Robertson – chitarra elettrica; Hudson – organo; Danko – basso, cori; Manuel – batteria. Sovraincisioni 1975: Hudson o Manuel - pianoforte.
Il ritornello della traccia d'apertura dell'album che recita: «Odds and ends, odds and ends/Lost time is not found again» funge da commento generale a tutti i Basement Tapes. Il biografo di Dylan Clinton Heylin suggerisce che questo fu uno degli ultimi brani ad essere incisi durante le sessioni. È un brano molto movimentato dall'andamento rock, che si discosta parzialmente dal sound rilassato e bucolico delle restanti tracce dei basement tapes.

### Orange Juice Blues (Blues for Breakfast)
Manuel – voce, piano; Danko – basso. Registrata a Woodstock nel 1967. Sovraincisioni 1975: Robertson – chitarra; Hudson – organo, sassofono; Helm – batteria.
Manuel e Danko buttarono giù la prima stesura del brano a Woodstock nel 1967, e il contributo del resto della band venne aggiunto solo otto anni dopo. Il critico Dave Hopkins nota che la versione demo inclusa come bonus track nella ristampa del 2000 di Music from Big Pink è la medesima esecuzione, però senza le sovraincisioni postume. Griffin definisce la canzone "affascinante a modo suo", ma aggiunge che non venne inserita nella versione originale di Music From Big Pink perché possiede sonorità blues troppo scontate.

### Million Dollar Bash
Dylan – voce, chitarra; Hudson – organo; Manuel – piano, cori; Danko – basso, cori.
Secondo il biografo di Dylan Robert Shelton, Million Dollar Bash è la perfetta summa dell'atteggiamento predominante presente nelle canzoni dei The Basement Tapes, la gioia del suonare musica insieme senza pressioni, solo per il gusto di suonare. Griffin intitolò il suo dettagliato libro sui The Basement Tapes proprio con il nome di questa canzone, che possiede una strumentazione simile a un brano in stile rockabilly anni cinquanta. Ancora secondo Griffin, "come nei primi singoli di Elvis per la Sun Records, la mancanza di un batterista vero e proprio non impedisce alla canzone di avere un gran ritmo".
Tra i primi artisti a rendere pubblica la canzone ci furono i Fairport Convention che ne inserirono una propria versione nel loro album del 1969 Unhalfbricking.

### Yazoo Street Scandal
Helm – mandolino, voce; Robertson – chitarra; Hudson – organo; Danko – basso; Manuel – batteria. Registrata a Woodstock, fine 1967.
Si tratta di uno dei primi esempi del nascente "sound" che avrebbe poi caratterizzato i dischi della The Band, secondo Hoskyns. L'autore del pezzo, Robertson, ha spiegato che il titolo è ispirato ad una realmente esistente "Yazoo Street" in una città dell'Arkansas, posta in una sorta di quartiere a luci rosse. Inizialmente, Robertson registrò la propria parte vocale per la prima versione della canzone, ma dato che era ambientata nel sud, il gruppo decise che Levon Helm sarebbe stato un cantante più appropriato.

### Goin' to Acapulco
Dylan – voce; Robertson – chitarra; Hudson – organo; Danko – basso, cori; Manuel – batteria, cori.
La pubblicazione di questa traccia, mai apparsa in precedenza su bootleg o nastri demo, rese chiaro come la maggior parte delle canzoni registrate nelle sessioni in cantina fossero ancora inedite ed esistenti. Clinton Heylin la considera una delle migliori canzoni dei "basement tapes", con tutti i suoi sottintesi sessuali.

### Katie's Been Gone
Manuel – piano, voce; Robertson – chitarra; Hudson – organo; Danko – basso, cori. Sovraincisioni 1975: Hudson – tastiera; (possibilmente) Helm – batteria.
Probabilmente una delle prime tracce scritte da Manuel e Robertson a metà 1967, una delle "canzoni che preannunciavano la nascita della Band". Un misto di differenti missaggi della stessa take fu pubblicato come bonus track nella ristampa di Music from Big Pink.

### Lo and Behold!
Dylan – voce, chitarra; Hudson – organo; Manuel – piano, cori; Danko – basso, cori.
Sorta di canzone "nonsense", si regge su una frase del Vecchio Testamento nella Bibbia di Re Giacomo: "ecco! guarda!" L'intero pezzo può essere letto come un racconto ironico narrato in prima persona. Le trascinanti armonie del ritornello, prefiguranti le famose armonie del coro, che sarebbero diventate uno dei tratti distintivi della musica dei The Band, si uniscono al canto del protagonista come un coro di amici che bevono alla sua salute con bicchieri spumeggianti, sollecitando il narratore a voli di fantasia sempre più pindarici, al fine di non lasciarlo andare in nessun posto, ma sempre più lontano con la fantasia, la vera fonte dell'identità americana. Lo and Behold è stato adottato come titolo per un album di canzoni inedite di Dylan, tra cui una mezza dozzina provenienti dai "basement tapes", registrato dal gruppo britannico Coulson, Dean, McGuinness, Flint nel 1972.

### Bessie Smith
Danko – voce, basso; Robertson – voce, chitarra; Manuel – piano; Hudson – organo; Helm – batteria, cori.
Rob Bowman affermò nel 2005 che questo brano era "probabilmente" stato inciso in uno "studio imprecisato" alla fine del 1968. Ma nelle note interne a corredo della ristampa del 2000 dell'album Cahoots della The Band, è scritto che "Robbie [Robertson] è sicuro di come Bessie Smith sia stata registrata da qualche parte nel 1969 tra l'incisione del secondo e il terzo album del gruppo", pubblicato l'anno dopo. Basandosi sulla testimonianza diretta dell'ingegnere del suono Rob Fraboni, Griffin asserisce che Bessie Smith fu registrata dalla Band nel 1975 nel loro studio Shangri-La a Los Angeles, mentre The Basement Tapes era in procinto di essere pronto per la pubblicazione. Il critico rock Greil Marcus, descrive la canzone "un lamento di uno degli amanti di Bessie", "un pezzo dall'atmosfera soffusa, magica ed evocativa come un vecchio film muto".

### Clothes Line Saga
Dylan – voce; Robertson – chitarra; Hudson – tastiere; Danko – basso; Manuel – batteria.
Nella copia di sicurezza di The Basement Tapes, la canzone è indicata con il titolo Answer to Ode. Heylin la interpreta come una parodia di Ode to Billie Joe, singolo di successo di Bobbie Gentry del 1967 (periodo nel quale si tennero le sessioni in cantina). Egli la definisce "una decostruzione" del pezzo della Gentry proprio come 4th Time Around su Blonde on Blonde era stata una parodia della canzone dei The Beatles Norwegian Wood. (Aggiungendo anche, come Dylan generalmente facesse parodie di canzoni che comunque gli piacevano.)

### Apple Suckling Tree
Dylan – voce, piano; Hudson – organo; Manuel – tamburello, cori; Danko – basso, cori; Robertson – batteria.
Il critico Greil Marcus identifica l'origine della traccia nell'antica filastrocca per bambini Froggy Went A-Courtin' e cita la descrizione della registrazione del pezzo data da Danko: "Venne fuori naturale, non provavamo nemmeno. Una o due take al massimo, la mettevamo su carta, e tutto finiva lì. Sapevamo tutti che non ci sarebbe stata una seconda volta". Griffin suggerisce che il pezzo sia una delle ultime canzoni registrate prima dell'arrivo di Helm a Woodstock e della partenza di Dylan per Nashville.

### Please, Mrs. Henry
Dylan – voce, chitarra; Hudson – organo, clavinet; Manuel – piano, cori; Danko – basso, cori.
Heylin descrive la canzone come una sorta di barzelletta sconcia raccontata da un ubriaco, un esilarante passatempo nel quale il cantante supplica la "Signora Henry" del titolo sia dal punto di vista sessuale («Look Mrs Henry/There's only so much I can do/Why don't you look my way an' pump me a few?») che scatologico («Now I'm startin' to drain/My stool's gonna squeak/If I walk too much farther/My crane's gonna leak»).

### Tears of Rage
Dylan – voce, chitarra; Robertson – chitarra elettrica; Hudson – organo; Manuel – piano, cori; Danko – basso, cori.
Tears of Rage è una delle canzoni più celebri dei The Basement Tapes. Gill la paragona al monologo di Re Lear nell'omonima tragedia di Shakespeare: "Afflitto dall'amarezza e dal rammarico, il narratore riflette sulle promesse spezzate e sulle verità ignorate, come la cupidigia abbia corrotto ogni buona intenzione, e come persino delle figlie possano negare le volontà del proprio padre". Egli suggerisce che Dylan applichi l'amaro monologo di Lear alle divisioni presenti nella società americana dell'epoca, come l'escalation della guerra in Vietnam. Nel brano sono presenti forti tematiche bibliche, secondo Griffin, che fa notare come la ripetuta citazione del verso "life is brief" ("la vita è breve") sia un passaggio ricorrente nel Libro dei Salmi del Vecchio Testamento. In quanto padre, Dylan realizza ora come "nessun cuore spezzato sia peggio del cuore spezzato di un genitore".

### Too Much of Nothing
Dylan – voce, chitarra; Robertson – chitarra elettrica; Hudson – organo; Manuel – piano, cori; Danko – basso, cori. Sovraincisioni 1975: Hudson – tastiera; Helm – (possibilmente) batteria, cori.
Uno dei temi maggiormente ricorrenti nei The Basement Tapes è la paura del "nulla". Shelton sente in questo brano altri riferimenti al Re Lear, dove Lear dice alla figlia Cordelia: "Niente viene dal niente" (atto I, scena 1). Marcus asserisce che questa fu una delle prime tracce incise alla fine dell'estate '67, in agosto o settembre 1967.
Nel novembre 1967, il brano fu un successo da Top 40 per Peter, Paul & Mary. Nell'originale di Dylan, il ritornello cita due donne: «Say hello to Valerie/Say hello to Vivian/Send them all my salary/On the waters of oblivion», ma Peter, Paul & Mary cambiarono il secondo nome in "Marion" con grande disappunto di Dylan. Patrick Humphries ha fatto notare che, consapevolmente o meno, i nomi delle due donne citate corrispondono a quelli delle due mogli del poeta T. S. Eliot.

### Yea! Heavy and a Bottle of Bread
Dylan – voce, chitarra; Hudson – organo; Manuel – piano, cori; Danko – basso, cori.
Brano dal significato molto enigmatico, apparentemente costruito su associazioni d'idee senza un nesso preciso tra di loro. Marcus definisce la traccia uno dei pezzi più criptici dei "basement tapes": un brano riempitivo che non potrebbe provenire da nessun'altra fonte".

### Ain't No More Cane
Helm – mandolino, voce; Robertson – chitarra, voce; Hudson – fisarmonica; Danko – basso, voce; Manuel – batteria, voce.
Si tratta di una brano tradizionale del Sud degli Stati Uniti, una work song dei detenuti delle prigioni che Helm imparò da suo padre mentre era bambino in Arkansas. Fu inciso da numerosi artisti, incluso Lead Belly. Bowman afferma che la traccia venne registrata tra la fine del 1967 e l'inizio del 1968 in uno "studio imprecisato". Fraboni ricorda di averla incisa con la Band anni dopo nel loro studio Shangri-La di Los Angeles. "Mi ricordo di averla fatta insieme a Bessie Smith nel '75. Erano entrambe grandi canzoni e suonavano alla grande", disse a Griffin. Helm canta la prima strofa; Robertson, la seconda; Danko, la terza; e Manuel, la quarta. Tutti e quattro cantano le armonie insieme nel coro.

### Crash on the Levee (Down in the Flood)
Dylan – voce, chitarra; Hudson – organo; Manuel – piano; Danko – basso.
Nel 1927, dopo che la grande esondazione del fiume Mississippi aveva lasciato più di un milione di senzatetto, Memphis Minnie e Kansas Joe registrarono When the Levee Breaks dove cantano: «Oh crying won't help you, praying won't do no good/When the levee breaks, mama you got to move». Un recensore del 1975 scrisse "la canzone di Dylan ricrea le stesse immagini, ma... aggiunge dei riferimenti biblici sul fiume come metafora del peccato assenti dall'originale: «Now it's sugar for sugar and salt for salt/If you go down in the flood it's gonna be your fault»". Versi adattati da James Alley Blues di Richard "Rabbit" Brown, canzone che Dylan aveva sentito sull'Anthology of American Folk Music di Harry Smith.

### Ruben Remus
Manuel – voce, piano; Robertson – chitarra; Hudson – organo; Danko – basso, cori; Helm – batteria.
The Band registrarono almeno quattro versioni della canzone: in due sessioni differenti a Woodstock, e in studio nel 1967 e nel 1968 ancora. Fraboni identificò la versione presente sull'album come un'outtake di inizio 1968 dell'album Music from Big Pink, ma le note interne scritte da Bowman per A Musical History spostano la datazione alle sessioni svoltesi a Woodstock nel settembre–novembre 1967.

### Tiny Montgomery
Dylan – voce, chitarra; Robertson – chitarra elettrica, cori; Hudson – organo; Manuel – cori; Danko – basso, cori.
La traccia sarebbe, secondo Heylin, probabilmente la prima delle composizioni originali registrate da Dylan e Band a Big Pink, dopo una lunga sequela di canzoni tradizionali. Viene da lui definita "Il prototipo" di uno stile che implicava testi nonsense recitati senza inibizioni e pieni di giochi di parole surreali: «Scratch your dad/Do that bird/Suck that pig/And bring it on home».

### You Ain't Goin' Nowhere
Dylan – voce, chitarra; Hudson – organo; Manuel – piano, cori; Danko – basso, cori; Robertson – batteria. Sovraincisioni 1975: Robertson – chitarra elettrica.
Una prima take della canzone contiene versi senza senso tenuti insieme dal ritornello, «Now look here dear soup, you'd best feed the cats/The cats need feeding and you're the one to do it/Get your hat, feed the cats/You ain't goin' nowhere». La seconda take possiede invece un testo più vicino a una forma narrativa coerente.
La versione dei Byrds, pubblicata su 45 giri il 2 aprile 1968, raggiunse la posizione numero 74 nella Billboard Hot 100, e trasformò la canzone in un classico dell'allora nascente genere country rock, mentre nella versione dei "basement tapes" l'atmosfera country è più attenuata. Roger McGuinn sentiva che la canzone era perfetta per i Byrds: "era countricheggiante e possedeva la tipica mistica di Dylan che non ti faceva capire bene di cosa diavolo parlasse il testo, anche se ti trascinava... Ho sempre pensato che parlasse di quando Bob era immobilizzato a Woodstock dopo l'incidente in moto e realmente "non poteva andare da nessuna parte".

### Don't Ya Tell Henry
Helm – mandolino, voce; Robertson – chitarra; Hudson – piano; Danko – basso, cori; Manuel – batteria.
Questo brano venne composto da Dylan, e ne esiste una versione da lui cantata. Secondo Bowman, la versione pubblicata in The Basement Tapes venne registrata tra la fine del 1967 e l'inizio del 1968. Griffin, tuttavia, riporta che Fraboni identificò la traccia come incisa nel 1975.

### Nothing Was Delivered
Dylan – voce, chitarra; Robertson – chitarra elettrica; Hudson – organo; Manuel – piano, cori; Danko – basso, cori.
Secondo Marcus, l'interpretazione vocale di Dylan alla "cowboy" rese la traccia una delle "riscritture più brillanti di Blueberry Hill di Fats Domino". E Roger McGuinn raccontò di aver sentito strane storie circa la canzone: "Nothing Was Delivered suona come una consegna di droga andata male. È un brano che possiede un tono dark e sinistro". I Byrds inclusero il brano nel loro album Sweetheart of the Rodeo.

### Open the Door, Homer
Dylan – voce, chitarra; Robertson – chitarra elettrica; Hudson – organo; Manuel – piano, cori; Danko – basso, cori.
Il ritornello della canzone è tratto dal brano del 1947 di Count Basie, Open the Door, Richard! (che infatti è quello che Dylan canta nel refrain). La canzone di Basie era a sua volta basata su un numero di vaudeville del 1919 di John Mason, un comico di Harlem, così, come fatto notare da Griffin, "si tratta di una canzone nonsense basata su un'altra canzone nonsense". Secondo Heylin, Homer era "apparentemente" un soprannome dello scrittore e musicista Richard Fariña, amico di Dylan. Fariña era morto in un incidente stradale il 30 aprile 1966, mentre tornava a casa dopo una festa per il lancio del suo primo romanzo Been Down So Long It Looks Like Up To Me, quindi la traccia potrebbe essere un omaggio all'amico scomparso.

### Long Distance Operator
Manuel – voce, armonica; Robertson – chitarra; John Simon – piano; Hudson – organo; Danko – basso; Helm – batteria. Registrata a Los Angeles, 28 febbraio 1968.
Questa canzone venne scritta da Dylan anni prima, e da lui eseguita in concerto il 4 dicembre 1965 a Berkeley, California. Dylan e The Band ripresero in mano il brano a Woodstock nel 1967, anche se la versione dei Basement Tapes è una outtake dell'album della Band del 1968 Music from Big Pink. Gill la definisce "una mezza idea nata da un riff" che altro non è se una estensione funky blues del classico di Chuck Berry Memphis, Tennessee. La versione pubblicata è mutilata di una strofa; una versione più lunga della stessa take appare come bonus track nella ristampa del 2000 di Music From Big Pink.

### This Wheel's on Fire
Dylan – voce, chitarra; Hudson – organo; Manuel – pianoforte, cori; Danko – basso, cori; Robertson – batteria. Sovraincisioni 1975: Robertson – chitarra acustica.
This Wheel's On Fire chiude l'album con una nota di "sinistro mistero", secondo Gill, che suggerisce rimandi all'incidente motociclistico che creò le circostanze per le sessioni in cantina: "è virtualmente impossibile non scorgere la ruota bloccata della moto Triumph 500 di Dylan nel titolo della canzone; la ruota che bloccandosi di colpo causò l'incidente che quasi costò la vita a Dylan".
Sia Gill che Shelton suggeriscono che il testo di Dylan si rifaccia nuovamente al Re Lear di Shakespeare, riecheggiando le tormentate parole di Lear a sua figlia: «Thou art a soul in bliss; but I am bound/Upon a wheel of fire, that mine own tears/Do scald like molten lead» (atto IV, scena 7).
The Band furono i primi a pubblicare ufficialmente il brano inserendolo nel loro album del 1968 Music from Big Pink. Inoltre, sempre nel '68, la canzone fu un singolo di successo in Gran Bretagna per Julie Driscoll, Brian Auger & The Trinity. I Byrds ne inserirono una reinterpretazione nel loro album Dr. Byrds & Mr. Hyde del 1969.